# Noona Dan-ekspeditionen
Se også dokumentarfilmen Noona Dan ekspeditionen
Noona Dan-ekspeditionen var en dansk videnskabelig ekspedition til Stillehavet i 1961-62 med deltagelse af biologer, antropologer og en geograf. Rejseskribenten og eventyreren Jens Bjerre var en af initiativtagerne, mens Torben Wolff og ornitologen Finn Salomonsen var andre centrale deltagere. 
Skibsreder Knud Lauritzen fra rederiet J. Lauritzen havde stillet den motoriserede træskonnert Noona Dan på 150 BRT med besætning til rådighed for en overvejende privat finansieret indsamling af fugle, pattedyr, insekter og planter til Zoologisk Museum og Botanisk Have. 
Ekspeditionen undersøgte ca. 80 lokaliteter på land og 70 ferskvandslokaliteter på Filippinerne, Admiralitetsøerne og Bismarck-øhavet ved Ny Guinea, samt atollerne øst herfor og på Rennell Island i Salomonøerne.
Dens videnskabelige resultater er publiceret i de såkaldte Noona Dan-papers.